# (132524) APL
(132524) APL (précédemment connu par sa désignation provisoire 2002 JF56) est un petit astéroïde de la ceinture principale d'environ 2,3 km de diamètre, visité par la sonde New Horizons, qui l'a survolé à 101 867 km de distance le 13 juin 2006. Le spectre obtenu par New Horizons montre qu'APL est un astéroïde de type S.
L'astéroïde APL a été découvert en mai 2002 par le Lincoln Near-Earth Asteroid Research.
L'Union astronomique internationale a nommé APL en référence au Laboratoire de physique appliquée de l'université Johns-Hopkins (Johns Hopkins University Applied Physics Laboratory, abrégé en APL), qui a conçu la sonde New Horizons, ainsi que les sondes NEAR et MESSENGER.